# Mathias Hinterscheid
Mathias Hinterscheid (Dudelange, 26 januari 1931 - Esch-sur-Alzette, 27 december 2016) was een Luxemburgs syndicalist. 

## Levensloop
Hij genoot een opleiding tot metaalarbeider en ging aan de slag bij Arbed Steelworks, waar hij in 1946 lid werd van het Lëtzebuerger Arbechterverband (LAV) en later ook lid van de Lëtzebuerger Sozialistesch Aarbechterpartei (LSAP). In 1963 werd hij verkozen tot algemeen secretaris van de Confédération Générale du Travail Luxembourgeoise (CGT-L) en in 1970 tot voorzitter van deze vakbond.
Deze functie oefende hij uit tot hij in 1976 op het 2de EVV-congres te München verkozen werd tot algemeen secretaris. Hij kon de steun winnen van de Britse vakbond TUC door middel van zijn pleidooi voor een assertief EVV dat moest trachten zo invloedrijk mogelijk te zijn op de beslissingen van de EEG-instituten. Hij oefende deze functie uit tot 1991. Als algemeen secretaris was hij mee verantwoordelijk voor de explosieve groei in het aantal leden en aangesloten vakbonden.
Gerelateerde onderwerpen: Vakbond · Vakcentrale · Syndicalisme · Sociale zekerheid · Arbeid · Werkloosheid